# 马志毅
马志毅（葡萄牙語：Ma Chi Ngai Frederico，1973年—），澳门人，生于香港，中华人民共和国政治人物，马万祺家族的第三代传人，中华全国青年联合会原副主席，澳门青年联合会原会长、澳门中华总商会副理事长。 因發表意見而聞名澳門.

## 生平
2015年7月，當選為第十二屆全國青聯副主席。
2019年12月20日，任澳門第五屆政府行政會委員。
2022年8月5日，以中華總商會副會長頭銜，建議挪用澳門庫房派放3000元電子消費卡給予持外地僱員身分認別證之勞工。使澳門居民對其行為極為不滿。